# Estación de Mato de Miranda
La Estación de Mato de Miranda, igualmente conocida como Estación de Mato Miranda, es una plataforma de la línea del Norte, que sirve a parroquias de Azinhaga, en el ayuntamiento de Golegã, en Portugal.

## Características

### Descripción física
En enero de 2011, presentaba dos vías de circulación, con 1.310 y 1.305 metros de longitud; ambas plataformas tenían 146 metros de extensión, teniendo la primera 40 centímetros de altura, y la segunda, 70 centímetros.